# Johannes Gerardus Luijken Glashorst
Johannes Gerardus Luijken Glashorst (Doesburg, 12 augustus 1806 - Zutphen, 29 november 1866) was een Nederlands rechter en burgemeester.
Luijken Glashorst werd geboren in Doesburg als zoon van dominee Frederik Glashorst en Maria Albertina Luijken. Hij was rechter in de arrondissementsrechtbank te Zutphen en van 1834 tot 1838 burgemeester van de gemeente Oldebroek.
Op 31 oktober 1834 trouwde hij in 's-Gravenhage met Anna Helena de Greve. Uit het huwelijk kwamen twee kinderen voort:
- Mr. Frederik Dirk Frans Luijken Glashorst (1836 - 1884), Officier van Justitie te Zutphen
- Maria Albertina Luijken Glashorst (1840 - 1882)